# Консалво Санези
Консалво Санези (на италиански: Consalvo Sanesi е бивш пилот от Формула 1. Роден на 28 март 1911 г. в Терануова-Брачолини, Арецо, Италия.

## Формула 1
Консалво Санези прави своя дебют във Формула 1 в Голямата награда на Италия през 1950 г. В световния шампионат записва 5 състезания като успява да спечели три точки, състезава се за отбора на Алфа Ромео.